# Pakistanische Frauen-Cricket-Nationalmannschaft in Bangladesch in der Saison 2013/14
Die Tour der pakistanischen Cricket-Nationalmannschaft nach Bangladesch in der Saison 2013/14 fand vom 4. bis zum 15. März 2014 statt. Die internationale Cricket-Tour war Bestandteil der Internationalen Cricket-Saison 2013/14 und umfasste zwei WODIs und zwei WTwenty20s. Bangladesch gewann die WODI-Serie mit 2–0, Pakistan die WTwenty20-Serie mit 2–0.

## Vorgeschichte
Für beide Mannschaften war es die erste Tour der Saison. Es war das erste Aufeinandertreffen der beiden Mannschaften bei einer Tour.

## Stadion
Das folgende Stadion wurde für die Tour als Austragungsort vorgesehen.
| Stadion                            | Stadt       | Kapazität | Spiele                     |
| ---------------------------------- | ----------- | --------- | -------------------------- |
| Sheikh Kamal International Stadium | Cox’s Bazar | 15.000    | 1. & 2. WODI; 1. & 2. WT20 |

## Kaderlisten
Die Mannschaften benannten die folgenden Kader.
| WODI | WODI | WTwenty20 | WTwenty20 |
| Bangladesch | Pakistan | Bangladesch | Pakistan |
| --- | --- | --- | --- |
| - Salma Khatun (K) - Rumana Ahmed - Sharmin Akhter - Shohely Akhter - Jahanara Alam - Panna Ghosh - Fargana Hoque - Sanjida Islam - Fahima Khatun - Khadija Tul Kubra - Lata Mondal - Ayasha Rahman - Shaila Sharmin - Shamima Sultana - Nuzhat Tasnia (wk) | - Sana Mir (K) - Nain Abidi - Sidra Ameen - Anam Amin - Nida Dar - Batool Fatima (wk) - Asmavia Iqbal - Marina Iqbal - Qanita Jalil - Javeria Khan - Nahida Khan - Sania Khan - Bismah Maroof - Sumaiya Siddiqi - Sadia Yousuf | - Salma Khatun (K) - Rumana Ahmed - Sharmin Akhter - Shohely Akhter - Jahanara Alam - Panna Ghosh - Fargana Hoque - Sanjida Islam - Fahima Khatun - Khadija Tul Kubra - Lata Mondal - Ayasha Rahman - Shaila Sharmin - Shamima Sultana - Nuzhat Tasnia (wk) | - Sana Mir (K) - Nain Abidi - Sidra Ameen - Anam Amin - Nida Dar - Batool Fatima (wk) - Asmavia Iqbal - Marina Iqbal - Qanita Jalil - Javeria Khan - Nahida Khan - Sania Khan - Bismah Maroof - Sumaiya Siddiqi - Sadia Yousuf |

## Women’s One-Day Internationals

### Erstes WODI in Cox’s Bazar
| 4. März Scorecard | Cox’s Bazar | Bangladesch 152 (49.3)          | – | Pakistan 109 (44.1) |
|                   |             | Bangladesch gewinnt mit 43 Runs |   |                     |

Pakistan gewann den Münzwurf und entschied sich als Feldmannschaft zu beginnen.

### Zweites WODI in Cox’s Bazar
| 6. März Scorecard | Cox’s Bazar | Pakistan 87 (46.1)                | – | Bangladesch 88-7 (34.5) |
|                   |             | Bangladesch gewinnt mit 3 Wickets |   |                         |

Pakistan gewann den Münzwurf und entschied sich als Schlagmannschaft zu beginnen. Als Spielerin des Spiels wurde Sana Mir ausgezeichnet.

## Women’s Twenty20 Internationals

### Erstes WTwenty20 in Cox’s Bazar
| 8. März Scorecard | Cox’s Bazar | Bangladesch 126-4 (20)       | – | Pakistan 113-6 (20) |
|                   |             | Pakistan gewinnt mit 13 Runs |   |                     |

Pakistan gewann den Münzwurf und entschied sich als Schlagmannschaft zu beginnen. Als Spielerin des Spiels wurde Javeria Khan ausgezeichnet.

### Zweites WTwenty20 in Cox’s Bazar
| 15. März Scorecard | Cox’s Bazar | Bangladesch 120-7 (20)       | – | Pakistan 86-8 (20) |
|                    |             | Pakistan gewinnt mit 34 Runs |   |                    |

Pakistan gewann den Münzwurf und entschied sich als Feldmannschaft zu beginnen. Als Spielerin des Spiels wurde Nain Abidi ausgezeichnet.

## Auszeichnungen

### Player of the Match
Als Player of the Match wurden die folgenden Spielerinnen ausgezeichnet.
| Spiel   | Player of the Match |
| ------- | ------------------- |
| 1. WODI | –                   |
| 2. WODI | Sana Mir            |
| 1. WT20 | Javeria Khan        |
| 2. WT20 | Nain Abidi          |